# Kerur, Sindgi
Kerur là một làng thuộc tehsil Sindgi, huyện Bijapur, bang Karnataka, Ấn Độ.